# 第3猟兵旅団 (オーストリア連邦軍)
第3猟兵旅団（だい3りょうへいりょだん、ドイツ語: 3. Jägerbrigade）は、オーストリア連邦軍の旅団のひとつ。軍司令部（ドイツ語: Kommando Streitkräfte）隷下にあり、ニーダーエスターライヒ州マウターン・アン・デア・ドナウのユリウス・ラープ兵営に司令部を置く。2019年4月25日に即応行動コマンドから改編され、即応戦力旅団となった。

## 編成
旅団編成は以下のとおりとなる。
- 第3本部大隊（マウターン・アン・デア・ドナウ）
  - 本部中隊
  - 指揮支援中隊
  - 補給輸送中隊
  - 修理中隊
  - NBC防護中隊
  - 教導中隊（ヴァイトラ（ドイツ語版））
- 第17猟兵大隊（ドイツ語版）（シュタイアーマルク州シュトラス・イン・シュタイアーマルク（ドイツ語版））
  - 本部中隊
  - 第1猟兵中隊 - パンデュールII
  - 第2猟兵中隊 - パンデュールII
  - 第3猟兵中隊 - パンデュールII
  - 戦闘支援中隊
  - 幹部プレゼンス中隊
- 第19猟兵大隊（ドイツ語版）（ブルゲンラント州ギュッシング（ドイツ語版））
  - 本部中隊
  - 第1猟兵中隊 - パンデュールI
  - 第2猟兵中隊 - パンデュールI
  - 第3猟兵中隊 - パンデュールI
- 第33猟兵大隊（ドイツ語版）（ニーダーエスターライヒ州ツヴェルフアクシング（ドイツ語版））
  - 本部中隊
  - 第1猟兵中隊 - ディンゴ2
  - 第2猟兵中隊 - ディンゴ2
  - 第3猟兵中隊 - ディンゴ2
  - 戦闘支援中隊
- 第3偵察・砲兵大隊（ニーダーエスターライヒ州ミステルバッハ（ドイツ語版））
  - 本部中隊
  - 偵察中隊 - ハサー
  - 偵察中隊 - ハサー
  - 砲兵中隊 - M109A5Ö
  - 砲兵中隊 - M109A5Ö
- 第3工兵大隊（ニーダーエスターライヒ州メルク）
  - 本部中隊
  - 技術工兵中隊
  - 工兵中隊水上機動
  - 建設工兵中隊
  - 工兵戦闘支援中隊

## 歴代旅団長
| 代 | 氏名                                                   | 階級 | 在職期間        |
| -- | ------------------------------------------------------ | ---- | --------------- |
| 1  | カール・クラッサー Karl Krasser                        | 大佐 | 2019年 - 2020年 |
| 2  | クリスティアン・ハーバーサッター Christian Habersatter | 准将 | 2020年 -        |